# 马淹死湖
马淹死湖是一个位于中国湖北省松滋县的湖泊，面积约为1.95平方千米，平均水深约为1.5米，蓄水量约为250万立方米。